# Смешне и друге приче
Смешне и друге приче је југословенска телевизијска серија снимљена 1986. године у продукцији Телевизије Београд.

## Епизоде
| Сезона | Епизода | Назив                      | Датум |
| ------ | ------- | -------------------------- | ----- |
| 1      | 1       | Бошко миш и Бошко човек    | 1986  |
| 1      | 2       | Брада                      | 1986  |
| 1      | 3       | Џика из Џигољ              | 1986  |
| 1      | 4       | Грешка                     | 1986  |
| 1      | 5       | Исправка судског клуподера | 1986  |
| 1      | 6       | Јелисаветини љубавни јади  | 1986  |
| 1      | 7       | Крсташки рат у Југовцу     | 1986  |
| 1      | 8       | Кружна путовања            | 1986  |
| 1      | 9       | Мајмун у трамвају          | 1986  |
| 1      | 10      | Малбашић                   | 1986  |
| 1      | 11      | Пијачна љубав              | 1986  |
| 1      | 12      | Разговори стари            | 1986  |
| 1      | 13      | Звезде на челу             | 1986  |

## Улоге
| Глумац                   | Улога                                         |
| ------------------------ | --------------------------------------------- |
| Олга Спиридоновић        | Агнеза (2 еп. 1986)                           |
| Петар Банићевић          | Иследник Удбе (1 еп. 1986)                    |
| Иван Бекјарев            | Влајић, директор економске школе (1 еп. 1986) |
| Јован Јанићијевић Бурдуш | Велимир (1 еп. 1986)                          |
| Живојин Жика Миленковић  | Живојин, власник кафане (1 еп. 1986)          |
| Миодраг Радовановић      | Живко Мараш, писац (1 еп. 1986)               |
| Јелисавета Сека Саблић   | Јелка (1 еп. 1986)                            |
| Зијах Соколовић          | Бранко (1 еп. 1986)                           |
| Феђа Стојановић          | Зине Станчуловић (1 еп. 1986)                 |
| Милош Жутић              | Политичар (1 еп. 1986)                        |
| Петар Божовић            | Момчило Илић, агроном (1 еп. 1986)            |
| Вера Чукић               | Ана (1 еп. 1986)                              |
| Александар Хрњаковић     | Бубоња, директор гимназије (1 еп. 1986)       |
| Предраг Лаковић          | Малбашић (1 еп. 1986)                         |
| Зинаид Мемишевић         | Коле (1 еп. 1986)                             |
| Горица Поповић           | Надица Цревар (1 еп. 1986)                    |
| Никола Симић             | (1 еп. 1986)                                  |
| Ружица Сокић             | Сода (1 еп. 1986)                             |
| Бранимир Брстина         | Илијин брат (1 еп. 1986)                      |

 Остале улоге  ▼
| Глумац                    | Улога                                       |
| ------------------------- | ------------------------------------------- |
| Драгомир Фелба            | Деда 1 (1 еп. 1986)                         |
| Љиљана Јовановић          | Јела Малбашић, супруга (1 еп. 1986)         |
| Милутин Мима Караџић      | Анин муж (1 еп. 1986)                       |
| Ташко Начић               | Продавац перика (1 еп. 1986)                |
| Маја Сабљић               | Софија, фризерка (1 еп. 1986)               |
| Аљоша Вучковић            | Угљен Видовић, бригадир (1 еп. 1986)        |
| Љубиша Бачић              | Деда 2 (1 еп. 1986)                         |
| Петар Краљ                | Слоба Бабовић, члан комисије 1 (1 еп. 1986) |
| Бранислав Цига Миленковић | Фрања (1 еп. 1986)                          |
| Миленко Павлов            | Милован (1 еп. 1986)                        |
| Симонида Ђорђевић         | Дактилографкиња (1 еп. 1986)                |
| Борис Миливојевић         | Бранко као младић (1 еп. 1986)              |
| Јелица Сретеновић         | Члан комисије 2 (1 еп. 1986)                |
| Александар Поповић        | Коле као младић (1 еп. 1986)                |
| Горан Султановић          | Члан комисије 3 (1 еп. 1986)                |
| Вук Костић                | Бранко као дете (1 еп. 1986)                |
| Снежана Берић             | Певачица (1 еп. 1986)                       |
| Јелена Тинска             | Секретарица (непознат број епизода)         |

Комплетна ТВ екипа  ▼
| Редитељ                   | Владимир Момчиловић | (9 еп. 1986)                         |
| Редитељ                   | Владимир Алексић    | (1 еп. 1986)                         |
| Сценариста                | Иван Ивановић       | (2 еп. 1986)                         |
| Сценариста                | Милан Јелић         | (2 еп. 1986)                         |
| Сценариста                | Татјана Пависић     | (2 еп. 1986)                         |
| Сценариста                | Радивоје Бојичић    | (1 еп. 1986)                         |
| Сценариста                | Бранко Ћопић        | (1 еп. 1986)                         |
| Сценариста                | Брана Црнчевић      | (1 еп. 1986)                         |
| Сценариста                | Драган Галовић      | (1 еп. 1986)                         |
| Сценариста                | Фадил Хаџић         | (1 еп. 1986)                         |
| Сценариста                | Синиша Ковачевић    | (1 еп. 1986)                         |
| Сценариста                | Живорад Жика Лазић  | (1 еп. 1986)                         |
| Сценариста                | Милан Николић       | (1 еп. 1986)                         |
| Сценариста                | Живојин Павловић    | (1 еп. 1986)                         |
| Сценариста                | Татјана Петернек    | (1 еп. 1986)                         |
| Сценариста                | Зоран Ратковић      | (1 еп. 1986)                         |
| Сценариста                | Миленко Вучетић     | (1 еп. 1986)                         |
| Сценариста                | Славко Лебедински   | (непознат број епизода)              |
| Сценариста                | Гордан Михић        | (непознат број епизода)              |
| Сценариста                | Татјана Плавшић     | (адаптација) (непознат број епизода) |
| Сценариста                | Милисав Савић       | (непознат број епизода)              |
| Продуцент                 | Ненад Романо        | продуцент (13 еп. 1986)              |
| Композитор                | Људмила Бећковић    | (непознат број епизода)              |
| Директор фотографије      | Милоје Лазић        | (8 еп. 1986)                         |
| Директор фотографије      | Фатмир Нуши         | (2 еп. 1986)                         |
| Mонтажер                  | Иванка Правица      | (7 еп. 1986)                         |
| Mонтажер                  | Јован Бановић       | (1 еп. 1986)                         |
| Mонтажер                  | Радивоје Милојковић | (1 еп. 1986)                         |
| Mонтажер                  | Станимир Митић      | (1 еп. 1986)                         |
| Сценограф                 | Сава Аћин           | (7 еп. 1986)                         |
| Сценограф                 | Миодраг Хаџић       | (7 еп. 1986)                         |
| Костимограф               | Мирјана Рогић       | (7 еп. 1986)                         |
| Костимограф               | Емилија Ковачевић   | (1 еп. 1986)                         |
| Одсек за шминку           | Љиљана Обрадовић    | шминкер (1 еп. 1986)                 |
| Менаџер продукције        | Југослав Мишковић   | вођа снимања (6 еп. 1986)            |
| Менаџер продукције        | Миодраг Станишић    | вођа снимања (3 еп. 1986)            |
| Менаџер продукције        | Снежана Лозанић     | вођа снимања (1 еп. 1986)            |
| Помоћник режије           | Душан Јовановић     | помоћник редитеља (8 еп. 1986)       |
| Помоћник режије           | Миодраг Пантелић    | помоћник редитеља (2 еп. 1986)       |
| Одсек за звук             | Радивоје Кипић      | микроман (4 еп. 1986)                |
| Одсек за звук             | Милан Стојановић    | тон мајстор (4 еп. 1986)             |
| Одсек за звук             | Нада Живковић       | тон мајстор (3 еп. 1986)             |
| Одсек за звук             | Јово Џабић          | микроман (2 еп. 1986)                |
| Одсек за звук             | Михаило Џабић       | микроман (2 еп. 1986)                |
| Одсек за звук             | Зоран Михајловић    | микроман (2 еп. 1986)                |
| Одсек за звук             | Драган Слободановић | тон мајстор (2 еп. 1986)             |
| Одсек за звук             | Љиљана Драгутиновић | тон мајстор (1 еп. 1986)             |
| Одсек за камеру и расвету | Сима Газикаловић    | пратилац камере (8 еп. 1986)         |
| Одсек за камеру и расвету | Коста Крстић        | пратилац камере (8 еп. 1986)         |
| Одсек за камеру и расвету | Петар Зајелац       | сниматељ (8 еп. 1986)                |
| Одсек за камеру и расвету | Добрила Стевановић  | вођа расвете (6 еп. 1986)            |
| Одсек за камеру и расвету | Златко Павловски    | вођа расвете (4 еп. 1986)            |
| Одсек за камеру и расвету | Љубиша Јовић        | пратилац камере (2 еп. 1986)         |
| Одсек за камеру и расвету | Марина Лазаревић    | сниматељ (2 еп. 1986)                |
| Одсек за камеру и расвету | Данило Марковић     | пратилац камере (2 еп. 1986)         |
| Одсек за камеру и расвету | Јанез Довник        | техничар за осветљење (1 еп. 1986)   |
| Одсек за камеру и расвету | Александар Николић  | техничар за осветљење (1 еп. 1986)   |
| Одсек за камеру и расвету | Владимир Радичевић  | техничар за осветљење (1 еп. 1986)   |
| Одсек за камеру и расвету | Борис Станић        | фотограф (1 еп. 1986)                |
| Одсек за камеру и расвету | Радомир Живановић   | сниматељ (1 еп. 1986)                |
| Одсек за монтажу          | Татјана Пилетић     | видео миксер (7 еп. 1986)            |
| Одсек за монтажу          | Ђорђе Ђокић         | видео миксер (2 еп. 1986)            |
| Одсек за монтажу          | Богдан Мркобрада    | видео миксер (1 еп. 1986)            |
| Музички одсек             | Људмила Бећковић    | музички сарадник (10 еп. 1986)       |
| Остала екипа              | Нада Кешељевић      | секретар режије (3 еп. 1986)         |
| Остала екипа              | Луција Видека       | секретар режије (3 еп. 1986)         |
| Остала екипа              | Марија Ђорђевић     | секретар режије (2 еп. 1986)         |
| Остала екипа              | Нена Кунијевић      | секретар режије (2 еп. 1986)         |